# 主谓谓语句
主谓谓语句是一种句式，由主谓短语充当谓语。在话题优先语言中非常常见。

## 汉语主谓谓语句

### 性质
汉语主谓谓语句是主谓句的一种，格式为：
大主语（全句主语）+小主语+小谓语。
小主语和小谓语合起来算一个大谓语，也就是全句谓语。主谓谓语句根据小谓语的性质，分属动词性、形容词性、名词性谓语句。

### 构成
汉语主谓谓语句的构成有一定的限制，常见的有这些类型：
- 大主语和小主语是受事和施事关系。比如：

这本小说我看过。
- 大主语和小主语是施事和受事关系，表示受事具有普遍性。比如：

他什么场面都见过。
他一个字都不认识。
- 大主语和小主语是广义的领属关系。比如：

他态度和蔼。（大主语和小主语是偏正关系）
他工作认真。（大主语和小主语是主谓关系）
- 小主语或小宾语是代词复指大主语。比如：

语言学，这是多么有趣的一门学科啊！
这两个人我好像见过他们。
- 大主语是某一对象或范围，大谓语对其叙述或描写。比如：

夏日的夜空，星光灿烂。
- 小主语和小宾语同形。比如：

军队和人民心连心。
咱俩谁也别忘了谁。
- 小谓语是名词性词语，多出现在口语中。比如：

大家一人一个。
小王说话大舌头。

## 其他语言

### 日语
日语中，有“NP1+は+NP2+が+VP”的句式。其中，NP1和NP2是上下属类或领属的关系。助词“は”表示NP1是大主语（话题），“が”表示NP2是小主语（主语）。
比如：
日语：象は鼻が长い。
汉语：大象-话题鼻子-主语长。